# Hylotelephium tatarinowii
Hylotelephium tatarinowii är en fetbladsväxtart som först beskrevs av Carl Maximowicz, och fick sitt nu gällande namn av Hideaki Ohba. Hylotelephium tatarinowii ingår i släktet kärleksörter, och familjen fetbladsväxter. Inga underarter finns listade i Catalogue of Life.